# Park Narodowy Alp Wapiennych
Park Narodowy Alp Wapiennych (niem. Nationalpark Kalkalpen) – park narodowy w środkowej części Austrii w Północnych Alpach Wapiennych, utworzony w 1997 roku. Obszary w parku objęto konwencją ramsarską (site no 1371) w 2004 roku.

## Opis
Park narodowy Alp Wapiennych został utworzony w 1997 roku na powierzchni 16 099 ha. W 2001 roku park powiększono do 18 400 hektarów, a w 2003 roku do 20 856 hektarów. Obszary leżące w parku objęto 2 lutego 2004 roku ochroną w ramach konwencji ramsarskiej.
Park położony jest w Północnych Alpach Wapiennych w kraju związkowym Górna Austria. Siedziba parku znajduje się w Molln, centrum dla odwiedzających mieści się również w Reichraming.
Tereny parku leżą na wysokości od 385 m n.p.m. do najwyższego punktu parku Hoher Nock o wysokości 1963 m n.p.m.
Istnieją tutaj liczne systemy jaskiniowe, m.in. odkryty w 1999 roku Klarahöhle o długości 23 018 m. W parku znajduje się około 470 km strumieni i 800 źródeł.

## Flora
Na terenie parku stwierdzono występowanie ponad 920 gatunków roślin. Około 4/5 powierzchni parku porastają lasy, z których najpowszechniejsze są lasy bukowe i świerkowo-jodłowo-bukowe.
W 2019 roku odkryto w parku najstarszy w Europie buk, którego najstarsze słoje pochodzą z 1474 roku. Drzewo to ma 20 metrów wysokości i średnicę 73 centymetrów.

## Fauna
Ssaki
Na terenie parku potwierdzono występowanie 43 gatunków ssaków, można tu spotkać wydrę europejską (Lutra lutra), rysia euroazjatyckiego (Lynx lynx), niedźwiedzia brunatnego (Ursus arctos) oraz różne gatunki nietoperzy: mopka zachodniego (Barbastella barbastellus), nocka Bechsteina (Myotis bechsteinii), nocka orzęsionego (M. emarginatus), nocka dużego (M. myotis), podkowca małego (Rhinolophus hipposideros).
Ptaki
Występują tu gatunki ptaków takie jak: trzmielojad zwyczajny (Pernis apivorus), sokół wędrowny (Falco peregrinus), orzeł przedni (Aquila chrysaetos), gadożer zwyczajny (Circaetus gallicus), jarząbek zwyczajny (Tetrastes bonasia), głuszec zwyczajny (Tetrao urogallus), cietrzew zwyczajny (Lyrurus tetrix), pardwa górska (Lagopus muta) (w rejonie szczytu Hoher Nock), dzięcioły: zielonosiwy (Picus canus), czarny (Dryocopus martius), białogrzbiety (Dendrocopos leucotos), trójpalczasty (Picoides tridactylus); sóweczka zwyczajna (Glaucidium passerinum), włochatka zwyczajna (Aegolius funereus), puchacz zwyczajny (Bubo bubo), muchołówka mała (Ficedula parva) i białoszyja (F. albicollis), świstunka górska (Rhadina bonelli), pluszcz zwyczajny (Cinclus cinclus), pliszka górska (Motacilla cinerea), jaskółka skalna (Ptyonoprogne rupestris), pomurnik (Tichodroma muraria), płochacz halny (Prunella collaris), gąsiorek (Lanius collurio), pleszka zwyczajna (Phoenicurus phoenicurus), wieszczek (Pyrrhocorax graculus), skowronek zwyczajny (Alauda arvensis), świergotek łąkowy (Anthus pratensis), muchołówka żałobna (Ficedula hypoleuca), słonka zwyczajna (Scolopax rusticola), bocian czarny (Ciconia nigra), siniak (Columba oenas), lelek zwyczajny (Caprimulgus europaeus).
Gady
Z gadów w parku występuje 7 gatunków: wąż Eskulapa (Zamenis longissimus), jaszczurka żyworodna (Zootoca vivipara), padalec zwyczajny (Anguis fragilis), gniewosz plamisty (Coronella austriaca), żmija zygzakowata (Vipera berus), zaskroniec zwyczajny (Natrix natrix) i jaszczurka zwinka (Lacerta agilis).